# Aéroport international de Keflavík
Pour les articles homonymes, voir KEF.
L'aéroport international de Keflavík (en islandais Keflavíkurflugvöllur, code IATA : KEF • code OACI : BIKF) est le principal aéroport international d'Islande. Il est situé sur les territoires des municipalités de Reykjanesbær et Suðurnesjabær, à proximité immédiate des villes de Keflavík et Njarðvík et à une cinquantaine de kilomètres à l'ouest-sud-ouest de la capitale islandaise, Reykjavik, et son agglomération. Il sert de plate-forme de correspondance pour la compagnie Icelandair. Près de 10 millions de passagers transitent chaque année par l'aéroport[Quand ?].
Une base aérienne, le Keflavik Naval Air Station y était également installée jusqu'à sa fermeture le 30 septembre 2006.

## Histoire
Cette section ne s'appuie pas, ou pas assez, sur des sources secondaires ou tertiaires indépendantes du sujet. Le texte peut contenir des analyses inexactes ou inédites de sources primaires.
Pour l'améliorer, ajoutez-en, ou placez des modèles {{Source secondaire souhaitée}} ou {{Source secondaire nécessaire}} sur les passages mal sourcés. (mars 2022)
L'aéroport est construit par les forces américaines alors qu'elles occupent l'Islande durant la Seconde Guerre mondiale. Il est ouvert le 23 mars 1943 dans un but initialement uniquement militaire ; le principal aéroport civil de l'époque est alors celui de Reykjavik. Après la guerre, il devient un point de ravitaillement pour les vols transatlantiques.
Le 11 août 2006, les quatre F-15 de l'USAF présents sur l'île (il y en avait encore 37 en 1990) quittent cette dernière et le 30 septembre 2006, la base est temporairement fermée jusqu'à ce que l'OTAN confirme l'envoi à partir du 1er avril 2008 de chasseurs pour assurer la police du ciel. Les États membres de l'OTAN se relaient pour assurer la défense de l'espace aérien islandais.

## Situation

### Carte des aéroports d'Islande
| \| 40 km1:1 908 000 \| Akureyri Bakki Blönduós Breiðdalsvík Bíldudalur Djúpivogur Egilsstaðir Fagurhólsmýri Fáskrúðsfjörður Gjögur Grundarfjörður Grímsey Hornafjörður Hólmavík Húsavík Keflavík Kópasker Mývatn Norðfjörður Ólafsfjörður Patreksfjörður Raufarhöfn Reykjavík Rif Sauðárkrókur Selfoss Siglufjörður Stykkishólmur Vestmannaeyjar Vopnafjörður Ísafjörður Þingeyri Þórshöfn |
| 40 km1:1 908 000 |

## Description

### Équipements
| Numéro | QFU       | Dimensions     | Nature  | TODA            | ASDA            | Type d'approche                                                                |
| ------ | --------- | -------------- | ------- | --------------- | --------------- | ------------------------------------------------------------------------------ |
| 20 02  | 180° 360° | 3 054 m × 60 m | Revêtue | 3 196 m 3 054 m | 3 048 m 3 048 m | Piste 20 équipée d'une approche ILS CAT II Piste 02 équipée d'une approche ILS |
| 29 11  | 270° 90°  | 3 065 m × 60 m | Revêtue | 3 144 m 3 130 m | 3 052 m 3 052 m | Piste 29 équipée d'une approche ILS CAT I Piste 11 équipée d'une approche ILS  |

### Terminal Leifur Eiríksson

Plan d'aeroport

En 1987 ouvre le terminal Leifur Eiríksson (islandais : Flugstöð Leifs Eiríkssonar ou Leifsstöð), tenant son nom de l'explorateur islandais Leifur Eiríksson, entraînant la séparation définitive des zones militaires et civiles de l'aéroport. Il s'agit du seul terminal de l'aéroport. Il est agrandi en 2001 avec l'ouverture d'une aile sud pour s'adapter aux exigences de l'Accord de Schengen. L'aile nord est quant à elle élargie en 2007. Le terminal possède un espace duty free.

## Compagnies aériennes et destinations
| Compagnies            | Destinations |
| --------------------- | --- |
| Air Canada            | En saison : Montréal (P.-E.-Trudeau), Toronto (Pearson) |
| Air Greenland         | Nuuk En saison : Ilulissat-Jakobshavn |
| airBaltic             | Riga |
| Atlantic Airways      | Vágar |
| Austrian Airlines     | En saison : Vienne-Schwechat |
| British Airways       | Londres-Heathrow |
| Delta Air Lines       | En saison : Détroit, Minneapolis-Saint-Paul, New York-John F. Kennedy |
| easyJet               | Édimbourg, Londres-Gatwick, Londres-Luton, Manchester En saison : Bristol, Milan-Malpensa |
| Edelweiss Air         | En saison : Zurich |
| Eurowings             | Düsseldorf En saison : Hambourg-H.-Schmidt |
| Finnair               | Helsinki-Vantaa |
| Iberia Express        | En saison : Madrid-Barajas |
| Icelandair            | - Alicante-Elche, - Amsterdam, - Baltimore-T. Marshall, - Barcelone-El Prat, - Berlin-Brandebourg, - Boston Logan, - Bruxelles-National, - Chicago-O'Hare, - Copenhague-Kastrup, - Dublin, - Francfort, - Glasgow, - Helsinki-Vantaa, - Kulusuk, - Londres-Gatwick, - Londres-Heathrow, - Manchester, - Munich-F. J. Strauß, - Newark-Liberty, - New York-John F. Kennedy, - Nuuk, - Oslo-Gardermoen, - Paris-Charles de Gaulle, - Prague-Václav-Havel, - Raleigh-Durham, - Rome Léonard-de-Vinci/Fiumicino, - Seattle-Tacoma, - Stockholm-Arlanda, - Ténériffe-Sud Reine Sofia, - Toronto (Pearson), - Vancouver, - Washington-Dulles, - Zurich En saison : - Akureyri, - Bergen, - Billund, - Denver, - Détroit, - Genève-Cointrin, - Hambourg-H.-Schmidt, - Ilulissat-Jakobshavn, - Innsbruck-Kranebitten, - La Canée I.-Daskaloyánnis, - Las Palmas/Gran Canaria, - Madrid-Barajas, - Milan-Malpensa, - Minneapolis-Saint-Paul, - Narsarsuaq, - Nice-Côte d'Azur, - Orlando, - Portland, - Salzbourg-W. A. Mozart, - Tel Aviv - Ben Gourion |
| Jet2.com              | Manchester En saison : Birmingham, Édimbourg, Glasgow, Londres-Stansted |
| Lübeck Air            | En saison : Lübeck |
| Lufthansa             | Francfort En saison : Munich-F. J. Strauß |
| Neos                  | En saison : Alicante-Elche, Malaga-Costa del Sol, Ténériffe-Sud Reine Sofia, Vérone - Villafranca |
| Norwegian Air Shuttle | Oslo-Gardermoen |
| Play                  | - Alicante-Elche, - Baltimore-T. Marshall, - Barcelone-El Prat, - Berlin-Brandebourg, - Boston Logan, - Copenhague-Kastrup, - Dublin, - Francfort, - Glasgow, - Hamilton, - Lisbonne-H. Delgado, - Londres-Stansted, - Madrid-Barajas, - Newburgh-Stewart, - Paris-Charles de Gaulle, (fin le 25 octobre 2025) - Ténériffe-Sud Reine Sofia, - Washington-Dulles En saison : - Aalborg, - Amsterdam, - Athènes E.-Venizélos, - Billund, - Bologne-Borgo Panigale, - Bruxelles-National, - Düsseldorf, - Fuerteventura, - Genève-Cointrin, - Göteborg, - Hambourg-H.-Schmidt, - Las Palmas/Gran Canaria, - Liverpool-J.-Lennon, - Malaga-Costa del Sol, - Palma de Majorque, - Porto-F. Sá-Carneiro, - Prague-Václav-Havel, - Salzbourg-W. A. Mozart, - Stockholm-Arlanda, - Varsovie-Chopin, - Venise - Marco Polo, - Vérone - Villafranca |
| Scandinavian Airlines | Copenhague-Kastrup, Oslo-Gardermoen En saison : Stockholm-Arlanda |
| Transavia             | Amsterdam |
| Transavia France      | En saison : Paris-Orly |
| TUI Airways           | En saison : Bristol, Londres-Gatwick, Manchester |
| United Airlines       | En saison : Chicago-O'Hare |
| Vueling               | En saison : Barcelone-El Prat |
| Wizz Air              | - Budapest-Ferenc Liszt, - Cracovie-Jean-Paul II, - Gdańsk-L. Wałęsa, - Katowice-Pyrzowice, - Milan-Malpensa, - Rome Léonard-de-Vinci/Fiumicino, - Varsovie-Chopin, - Vienne-Schwechat, - Vilnius, - Wrocław-N. Copernic En saison : Londres-Luton |

### En graphique
Le graphique qui aurait dû être présenté ici ne peut pas être affiché car il utilise l'ancienne extension Graph, désactivée pour des questions de sécurité. Des indications pour créer un nouveau graphique avec la nouvelle extension Chart sont disponibles ici.

Voir la requête brute et les sources sur Wikidata.

### En tableau
| Année     | 2007      | 2008      | 2009      | 2010      | 2011      | 2012      | 2013      | 2014      | 2015      | 2016      | 2017      | 2018      |
| --------- | --------- | --------- | --------- | --------- | --------- | --------- | --------- | --------- | --------- | --------- | --------- | --------- |
| Trafic    | 2 182 232 | 1 991 338 | 1 658 419 | 1 791 143 | 2 112 014 | 2 380 214 | 2 751 743 | 3 865 722 | 4 855 505 | 6 821 358 | 8 755 352 | 9 804 388 |
| Évolution | + 6,9 %   | - 9,7 %   | - 16,4 %  | + 12,7 %  | + 19,8 %  | + 11,7 %  | + 16,1 %  | + 20,5 %  | + 25,5 %  | + 40,4 %  | + 28,3 %  | + 12,0 %  |

L’aéroport international de Keflavík accueille plus de 8,5 millions de passagers en 2017. Cela représente une augmentation de 25 % du trafic comparé à 2016.

### Destinations les plus fréquentées
| Rang | Ville      | Principaux transporteurs                                    |
| ---- | ---------- | ----------------------------------------------------------- |
| 1    | Copenhague | Icelandair, SAS                                             |
| 2    | Oslo       | Icelandair, SAS, Norwegian                                  |
| 3    | Londres    | Icelandair, British Airways, EasyJet, Norwegian, ThomsonFly |
| 4    | New York   | Icelandair, Delta                                           |
| 5    | Paris      | Icelandair, Transavia France                                |
| 6    | Boston     | Icelandair                                                  |
| 7    | Stockholm  | Icelandair                                                  |
| 8    | Amsterdam  | Icelandair, Transavia                                       |
| 9    | Toronto    | Icelandair                                                  |
| 10   | Francfort  | Icelandair, Lufthansa                                       |